# Samia Smith
Samia Maxine Ghadie (Eccles, Gran Mánchester; 13 de julio de 1982) es una actriz inglesa, más conocida por interpretar a Maria Connor en la serie Coronation Street.

## Biografía
Es hija de Joseph y Patsy Ghadie. Su padre murió el 14 de abril de 2009, debido a cáncer. Tiene un hermano llamado Tariq Ghadie.
Es muy buena amiga del actor Rob James-Collier y la actriz Lucy-Jo Hudson.
El 10 de septiembre de 2005 después de siete meses de compromiso, se casó con el promotor inmobiliario Matthew Smith, en St. Philip's Church en Alderley Edge (Cheshire). La pareja tiene una hija, Freya Smith (19 de octubre de 2009). El 4 de enero de 2011, Samia reveló que después de cinco años juntos había decidido separarse de su esposo; el divorcio finalizó en noviembre de 2011.
En enero de 2011 comenzó a salir con el actor Will Thorp. Sin embargo, la relación terminó a principios de diciembre de 2012. Desde finales de 2012, sale con el patinador profesional Sylvain Longchambon. A  finales de mayo de 2015 se anunció que la pareja se había comprometido. Y hora tienen un hijo, Yves Joseph Longchambon (24 de septiembre de 2015). La pareja se casó el 21 de agosto de 2016.

## Carrera
A los 11 años hizo su debut en la televisión cuando apareció en un episodio de la serie Cracker. 
Desde 1997 hasta 1998, apareció como personaje recurrente en la serie Adam's Family Tree, donde interpretó a Jane. Ha aparecido como invitada en series, como Children's Ward, Life Force, Doctors y Heartbeat, donde interpretó a Sian Horrocks en el episodio "Weight of Evidence", anteriormente había interpretado a Maddy en el episodio "Substitute" en 1997.
En 2000 interpretó a Sara en la película There's Only One Jimmy Grimble. El 19 de mayo de 2000, se unió al elenco de la exitosa serie británica Coronation Street, donde interpreta a Maria Sutherland-Connor desde entonces. En 2009 se fue por un tiempo debido al nacimiento de su hija Freya; sin embargo, en mayo de 2010 regresó a la serie y desde entonces aparece. El 23 de diciembre de 2006, participó en el especial del programa Family Fortune, All-Star Family Fortunes. En diciembre de 2008, participó en el programa Who Wants to Be a Millionaire?, junto con la actriz Jennie McAlpine, ambas ganaron £50,000 para caridad.
En 2013 participó en la octava temporada del programa de patinaje Dancing On Ice; su pareja fue el patinador profesional francés Sylvain Longchambon.

## Filmografía

### Series de televisión
| Año             | Título             | Personaje     | Notas                             |
| --------------- | ------------------ | ------------- | --------------------------------- |
| 2000 - presente | Coronation Street  | Maria Connor  | 1331 episodios                    |
| 2000            | Doctors            | Kelly Morris  | episodio "Game Over"              |
| 2000            | Life Force         | Marianne      | tv serie                          |
| 2000            | Heartbeat          | Sian Horrocks | episodio "Weight of Evidence"     |
| 1997 - 1998     | Adam's Family Tree | Jane          | 13 episodios                      |
| 1994            | Cracker            | Rosie         | episodio "The Big Crunch: Part 1" |

### Películas
| Año  | Título                         | Personaje          | Notas                  |
| ---- | ------------------------------ | ------------------ | ---------------------- |
| 2000 | There's Only One Jimmy Grimble | Sara               | junto a Gina McKee     |
| 1996 | Bob's Weekend                  | Amiga de Kimberley | junto a Stacey Heywood |

### Apariciones
| Año  | Programa                       | Notas                     |
| ---- | ------------------------------ | ------------------------- |
| 2013 | Dancing On Ice                 | 9 episodios - concursante |
| 2008 | Who Wants to Be a Millionaire? | concursante               |
| 2006 | All-Star Family Fortunes       | concursante               |
| 2003 | Stars in Their Eyes            | concursante               |

## Premios y nominaciones
| Año  | Categoría                                      | Premio             | Serie             | Resultado |
| ---- | ---------------------------------------------- | ------------------ | ----------------- | --------- |
| 2008 | Sexiest Female                                 | British Soap Award | Coronation Street | Nominada  |
| 2007 | Best Storyline (junto a Kate Ford & Bill Ward) | British Soap Award | Coronation Street | Nominados |
| 2007 | Sexiest Female                                 | British Soap Award | Coronation Street | Nominada  |